# پریکاریا
پریکاریا (به انگلیسی: Precariat) یا بی‌ثبات‌کار یا ناشهروند بی‌قرار در جامعه‌شناسی و اقتصاد، به نوعی طبقه اجتماعی گفته می‌شود که از افراد بی‌ثبات و ناپایدار [از نظر وضعیت شغلی و معیشتی] تشکیل شده‌است. این بی‌ثباتی، تزلزل و مخاطره شرط وجود و هستی این طبقه است و سبب فقدان امکان پیش‌بینی و امنیت مادی یا روانی برای اعضای آن خواهد شد. این اصطلاح یک تک‌واژ چند وجهی است که با ادغام اصطلاحات متزلزل و پرمخاطره (precarious) با پرولتاریا(proletariat) به‌دست می‌آید. بر خلاف طبقه پرولتاریای کارگران صنعتی در قرن بیستم که فاقد وسایل تولید خود بودند و از این رو نیروی کار خود را برای ادامهٔ زندگی به فروش می‌رساندند، مشکل اعضای پریکاریا نه فقط گرفتاری و درگیری مربوط به کار هست بلکه آن‌ها مجبورند وظایف بسیار زیادی را برای دسترسی به شغل و درآمد مناسب انجام دهند. وظایف و فعالیت‌هایی بدون مزد و پاداش که برای حفظ حیات و کار آن‌ها بسیار ضروری و اساسی محسوب می‌شود. به عنوان مثال، آن‌ها باید برای کار موقت (با حقوق زیر خط فقر و بدون مزایا) در یک کارگاه، در حاشیه شهر به هر زحمتی که شده جا و منزلی را برای استراحت و تجدید قوا پیدا کنند و با هر وسیلهٔ نقلیهٔ ممکن خود را سر ساعت به کارگاه برسانند. پریکاریاها هر لحظه، اضطراب بدی کار و موقت بودن آن، مشکلات مسکن، مسائل ایاب و ذهاب، گرانی سوخت، تورم و … را دارند.
به‌طور خاص، مواردی از قبیل اشتغال نامنظم و بیکاری به عدم امنیت شغلی می‌انجامد و در نتیجه، پریکاریا (وجود متزلزل و ناپایدار) ایجاد می‌شود. ظهور این طبقه به تبعات سرمایه‌داری نئولیبرال نسبت داده شده‌است.
در مقابل نئولیبرال ها می گویند این وضعیت نشان دهندۀ آزادی بسیار بیشتر نیروی کار دستمزد بگیر در انتخاب کارفرماست و گسترش دمکراسی برای کارگران دستمزدبگیران .

## بررسی اجمالی
طبقۀ پریکاریا در جوامعی مانند ژاپن ظهور کرده‌است، جایی که بیش از ۲۰ میلیون به‌اصطلاح «نیت» را شامل می‌شود.